# Rob Norbury
Rob Norbury es un actor inglés, más conocido por haber interpretado a Donnie Briscoe en Grange Hill y a Riley Costello en la serie Hollyoaks.

## Carrera
Del 2005 al 2007 dio vida a Donnie Briscoe en la serie Grange Hill.
En el 2007 Rob apareció en uno de los spin-off de Hollyoaks, llamado "Hollyoaks: In The City" donde interpretó a Lennox.
El 20 de julio del 2010 se unió al elenco principal de la exitosa serie británica Hollyoaks donde interpretó al encantador y deportista Riley Costello, hasta el 2 de octubre del 2012 luego de que su personaje muriera en el hospital al recibir un disparo accidentalmete de Simon Walker (Neil Newbon). 
En el 2011 Rob junto a los actores Craig Vye y Rachel Shenton participaron saltando de un avión para recaudar fondos para la organización benéfica "NDCS", quien ayuda a niños sordos.

## Filmografía

### Series de televisión
| Año         | Título                 | Personaje          | Notas                           |
| ----------- | ---------------------- | ------------------ | ------------------------------- |
| 2016        | Brief Encounters       | Oficial Martin     | 4 episodios                     |
| 2016        | Rovers                 | Mike Nolan         | 2 episodios                     |
| 2016        | In the Club            | Oficial de Policía | episodio #2.5 - miniserie       |
| 2014        | Doctors                | Paul Jardine       | episodio "I Want to Break Free" |
| 2010 - 2012 | Hollyoaks              | Riley Costello     | 225 episodios                   |
| 2010 - 2012 | Hollyoaks Later        | Riley Costello     | 10 episodios                    |
| 2009        | Unforgiven             | Oficial de Policía | episodio # 1.1                  |
| 2007        | Hollyoaks: In The City | Lennox             | 7 episodios                     |
| 2005 - 2007 | Grange Hill            | Donnie Briscoe     | 30 episodios                    |